# Муріло Серкейра
Муріло Серкейра (порт. Murilo Cerqueira, нар. 27 березня 1997, Сан-Гонсалу-дус-Кампус) — бразильський футболіст, захисник російського клубу «Локомотив» (Москва).

## Клубна кар'єра

### «Крузейро»
Народився 27 березня 1997 року в місті Сан-Гонсалу-дус-Кампус. У 10 років проходив відбір до Академії «Васко да Гама». Потім пробувався в «Інтернасьйонал» і «Віторію». З 2012 року виступав за молодіжну команду «Крузейру».

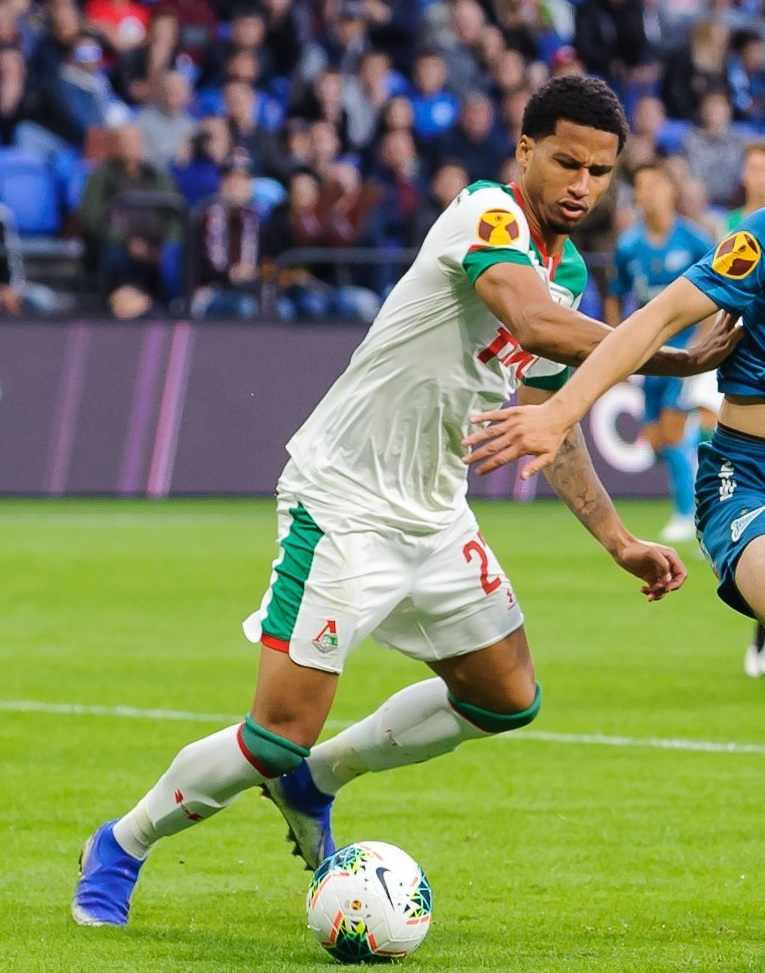
Муріло під час виступів за «Локомотив». 2019 рік.

20 березня 2017 року зіграв свій перший матч за основний склад клубу в чемпіонаті Бразилії, вийшовши у стартовому складі в матчі з «Жоїнвілем». Всього в чемпіонаті Бразилії провів 34 матчі. Також провів 14 ігор у чемпіонаті штату Мінас-Жерайс, вигравши цей турнір двічі поспіль у 2018 та 2019 роках.
28 лютого 2018 року дебютував у Кубку Лібертадорес на виїзді з аргентинським «Расінгом». Зустріч завершилася поразкою бразильців з рахунком 2:4.
У червні 2019 року під час виступу Муріло на турнірі в Тулоні англійські ЗМІ поширили інформацію, що бразильцем цікавився наставник «Манчестер Сіті» Пеп Гвардіола. Називалася можлива сума трансферу-15 мільйонів фунтів стерлінгів.

### «Локомотив»
18 червня 2019 року Муріло підписав п'ятирічний контракт з московським «Локомотивом». Дебютував за нову команду 6 липня в грі за Суперкубок Росії з «Зенітом» (3:2). Муріло вийшов у стартовому складі і провів на полі всі 90 хвилин, здобувши свій перший трофей. Свій перший гол у кар'єрі забив 23 серпня 2020 року в матчі проти московського «Спартака».. Станом на 24 січня 2021 року відіграв за московських залізничників 43 матчі в національному чемпіонаті.

## Виступи за збірну
2016 року залучався до складу молодіжної збірної Бразилії. На молодіжному рівні зіграв у 3 офіційних матчах. В одній з ігор з однолітками з Еквадору забив два м'ячі, а його команда перемогла з рахунком 3:0.
У червні 2019 року у складі олімпійської збірної Бразилії брав участь у міжнародному турнірі в Тулоні. Муріло взяв участь у чотирьох матчах, в тому числі і у фіналі, в якому бразильці зустрічалися з Японією. Основний час матчу завершився внічию 1:1. У серії пенальті південноамериканська збірна виявилася сильнішою — 5:4, здобувши золоті нагороди турніру..

## Статистика виступів

### Статистика клубних виступів
| Сезон                | Команда              | Чемпіонат            | Чемпіонат | Чемпіонат | Національний кубок | Національний кубок | Національний кубок | Континентальні кубки | Континентальні кубки | Континентальні кубки | Інші змагання | Інші змагання | Інші змагання | Усього | Усього |
| Сезон                | Команда              | Ліга                 | Ігор      | Голів     | Ліга               | Ігор               | Голів              | Ліга                 | Ігор                 | Голів                | Ліга          | Ігор          | Голів         | Ігор   | Голів  |
| -------------------- | -------------------- | -------------------- | --------- | --------- | ------------------ | ------------------ | ------------------ | -------------------- | -------------------- | -------------------- | ------------- | ------------- | ------------- | ------ | ------ |
| 2017                 | «Крузейру»           | A                    | 24        | 0         | КБ                 | 5                  | 0                  | ПАК                  | 0                    | 0                    | ПЛ            | 2             | 0             | 31     | 0      |
| 2018                 | «Крузейру»           | A+ЛМ                 | 9+10      | 0         | КБ                 | 0                  | 0                  | КЛ                   | 1                    | 0                    | -             | -             | -             | 20     | 0      |
| січ.-черв. 2019      | «Крузейру»           | A+ЛМ                 | 1+4       | 0         | КБ                 | 0                  | 0                  | КЛ                   | 1                    | 0                    | -             | -             | -             | 6      | 0      |
| Усього за «Крузейру» | Усього за «Крузейру» | Усього за «Крузейру» | 48        | 0         |                    | 5                  | 0                  |                      | 2                    | 0                    |               | 2             | 0             | 57     | 0      |
| 2019–20              | «Локомотив» (Москва) | ПЛ                   | 5         | 0         | КР                 | 0                  | 0                  | ЛЧ                   | 0                    | 0                    | СКР           | 1             | 0             | 6      | 0      |
| Усього за кар'єру    | Усього за кар'єру    | Усього за кар'єру    | 53        | 0         |                    | 5                  | 0                  |                      | 2                    | 0                    |               | 3             | 0             | 63     | 0      |

## Титули і досягнення
- Володар Кубка Бразилії (2):

«Крузейру»: 2017, 2018
- Чемпіон штату Мінас-Жерайс (2):

«Крузейру»: 2018, 2019
- Володар Суперкубка Росії (1):

«Локомотив» (Москва): 2019
- Володар Кубка Росії (1):

«Локомотив» (Москва): 2020-21
- Переможець Ліги Пауліста (1):

«Палмейрас»: 2022
- Володар Рекопи Південної Америки (1):

«Палмейрас»: 2022
- Володар Суперкубка Бразилії (1):

«Палмейрас»: 2023